# Handelsstreit
Handelsstreit (auch: Handelskrieg, Handelskonflikt; englisch trade war oder trade dispute) ist in der Wirtschaftspolitik und im speziell Außenhandel ein Konflikt zwischen mindestens zwei Staaten, der durch den Einsatz repressiver Außenhandelsinstrumente oder durch Handelshemmnisse geführt wird.

## Allgemeines
Handelsstreitigkeiten setzen internationalen Handel voraus und widersprechen dem internationalen Prinzip des Freihandels, der weitgehend ohne Handelshemmnisse funktioniert. Die martialische Metapher „Handelskrieg“ soll heute verdeutlichen, dass Außenhandelsinstrumente nicht nur von einem Staat eingesetzt werden, sondern mindestens ein hiervon betroffener Staat durch Gegenmaßnahmen hierauf reagiert, was zur Eskalation des Konflikts beitragen kann. Historisch hat es jedoch auch Handelsblockaden und Seekriege gegeben, die den Handel betrafen, so dass der Handelskrieg auch ausschließlich mit Kriegsführung ausgetragen werden kann. Damit ist heute der Handelskrieg ein auf den Außenhandel beschränkter Wirtschaftskrieg.

## Geschichte
Am 24. Juni 1258 brach vor Akkon ein echter Handelskrieg um die Vorherrschaft im östlichen Mittelmeer aus, den die Wirtschaftsmetropolen Pisa, Genua, Venedig und Marseille in der Adria anzettelten, wobei allein Genua die Hälfte seiner 48 Kriegsschiffe und 1700 Mann verlor. In Akkon gab es ein vergleichsweise kleines venezianisches Handelsquartier, es bot venezianischen Kaufleuten und ihren Waren Raum. Eine Vereinbarung über getrennte Handelsplätze beendete erst im Januar 1261 diesen Handelskrieg. Im August 1267 blockierten die Genuesen Akkon erneut, wurden aber von den Venezianern unter ihrem Dogen Lorenzo Tiepolo in die Flucht geschlagen. Im Jahre 1372 brach ein weiterer Handelskrieg zwischen Venedig und Genua aus, einem Rachefeldzug, der bis 1373 andauerte.
Kurfürst Friedrich II. verbot im Jahre 1448 seinen Untertanen, die Jahrmärkte in Magdeburg zu besuchen. Damit nahm auch ein langwieriger Handelsstreit zwischen Halle und Leipzig wegen der Neujahrsmesse seinen Anfang, als Kaiser Friedrich III. im Mai 1464 Halle eine Bestätigung für die Neujahrsmesse erteilte und im Januar 1466 den Leipziger Neujahrsmarkt bestätigte. Seit 1453 erhob Halle unter Kaiser Friedrich III. den „Wegepfennig“. Regionale Handelskonflikte wie dieser gab es recht häufig, so wie der Handelsstreit zwischen der Stadt Köln und dem Herzogtum Geldern zwischen 1463 und 1474. Der Kölner Kaufmann Hermann von der Hallen wurde trotz seines herzoglichen Geleitbriefs in Geldern gewaltsam daran gehindert, dort seine Waren zu verkaufen. Der Herzog von Geldern drohte ihm mit schwersten Repressalien, der Rat der Stadt Köln gestattete im Gegenzug im Oktober 1463 die Behinderung geldrischer Kaufleute in Köln. Ein Kölner Ratsbeschluss vom 5. Oktober 1465 erlaubte die Beschlagnahme von Waren und Personen aus dem Gelderland. Selbst Kaiser Friedrichs III. Intervention vom 12. August 1468 zur Streitbeilegung fand keine Beachtung, so dass er am 15. Januar 1474 der Stadt Köln die Erlaubnis erteilte, mit Geldern jede Art Handel zu treiben.
Der von Lord Paul Methuen (1672–1757) im Jahre 1703 zwischen England und Portugal geschlossene Handelsvertrag gilt als Beginn liberaler Handelspolitik. Ein Bericht zum Handelsstreit zwischen Sachsen und Preußen erwähnte 1747, dass insbesondere Iserlohn die Einfuhr französischer Waren zu Lande und zu Wasser aus Le Havre organisierte. Besonders die Wissenschaftler setzten sich als Reaktion auf diese Beschränkungen des Handels für den Freihandel ein. Die Physiokraten Pierre Samuel du Pont de Nemours, François Quesnay („Freiheit des Handels“) und Anne Robert Jacques Turgot stellten ihre Forderung nach Freihandel auf. Du Pont de Nemours verfasste 1764 eine Schrift über „Ausfuhr und Einfuhr von Korn und Mehl“, in der er für den Freihandel eintrat. Quesnay empfahl 1767: „Man halte die vollständige Freiheit des Handels aufrecht; denn die sicherste, strengste und für die Nation und den Staat günstigste Politik … besteht in der vollkommenen Freiheit der Konkurrenz“. Bei Quesnay gehörte die Abschaffung der Ausfuhrverbote und der Ausfuhrzölle zu den Grundpfeilern seiner Doktrin. Turgot führte 1774 das alte Freiheitsgesetz des Getreidehandels wieder ein. Nur ein freier Getreidehandel, so glaubte Turgot, könne eine gleichmäßige Versorgung der Bevölkerung garantieren.
Adam Smith erhob den Freihandel zum Grundpfeiler seiner Wirtschaftslehre. In seiner Theorie der ethischen Gefühle plädierte er 1759 für den Freihandel, überhaupt trat er für die wirtschaftliche Freiheit ein. Er sah den Freihandel als Möglichkeit, absolute Kostenvorteile zwischen den Ländern zu nutzen. Smith billigte zwar den Freihandel, betrachtete ihn jedoch als Utopie. Er behielt recht, denn im Juli 1759 begann das preußische Hilfskriegsschiff „Prinz Ferdinand“ im Mittelmeer den Handelskrieg durch Kaperei und brachte bis zu seiner Heimkehr im März 1760 insgesamt 14 Schiffe auf, nachdem Friedrich II. per Befehl diese Kaperei verboten hatte. Rückschläge kamen im Freihandel weiterhin vor. So verbot England 1774 den Export von Maschinen. Marie Jean Antoine Nicolas Caritat, Marquis de Condorcet veröffentlichte in seinem Todesjahr 1794 den „Entwurf einer historischen Darstellung der Fortschritte des menschlichen Geistes“. Er hielt Verbotsgesetze im Handel (französisch loi prohibitive) für die größte Eigentumsverletzung noch vor der Besteuerung.
Die von Napoleon im November 1806 in Berlin verfügte Kontinentalsperre (französisch blocus continental) galt als eine Wirtschaftsblockade über die britischen Inseln, die bis März 1813 in Kraft blieb. Sie sollte Großbritannien mit den Mitteln des Wirtschaftskrieges in die Knie zwingen. Darüber hinaus sollte diese Maßnahme die französische Wirtschaft gegen europäische und transatlantische Konkurrenz schützen. Seit David Ricardos Theorie des Komparativen Kostenvorteils aus dem Jahr 1806 hat sich in Wirtschaftswissenschaft und Wirtschaftspolitik die Überzeugung durchgesetzt, dass der Freihandel den Wohlstand sowohl der eigenen als auch der ausländischen Volkswirtschaft erhöht. Ricardo brachte 1817 drei Hauptargumente für den Freihandel, und zwar das Produktivitäts-, das Verteilungs- und Umstellungskriterium (plötzliche Veränderungen der Handelswege).
England hob unter Premierminister Robert Peel zwischen 1841 und 1846 insgesamt 605 Zölle vollständig auf. Es wurden vor allem die Exportfreiheit für Kohle und Maschinen aus England eingeführt, die Exportsteuern auf Wolle abgeschafft (1842) und weitere 1035 Zölle reduziert. Der deutsche Nationalökonom Friedrich List befürwortete in seinem 1841 erschienenen Hauptwerk einen Schutzzoll für wenig entwickelte Länder nach außen („Erziehungszoll“), bis sich eine international wettbewerbsfähige Industrie gebildet habe. Hierauf berief sich Julius Lehr, der noch im Jahre 1877 den Schutzzoll als ein „einfaches und bequemes Erziehungsmittel“ sah, um staatliche Autarkiebestrebungen durchzusetzen.

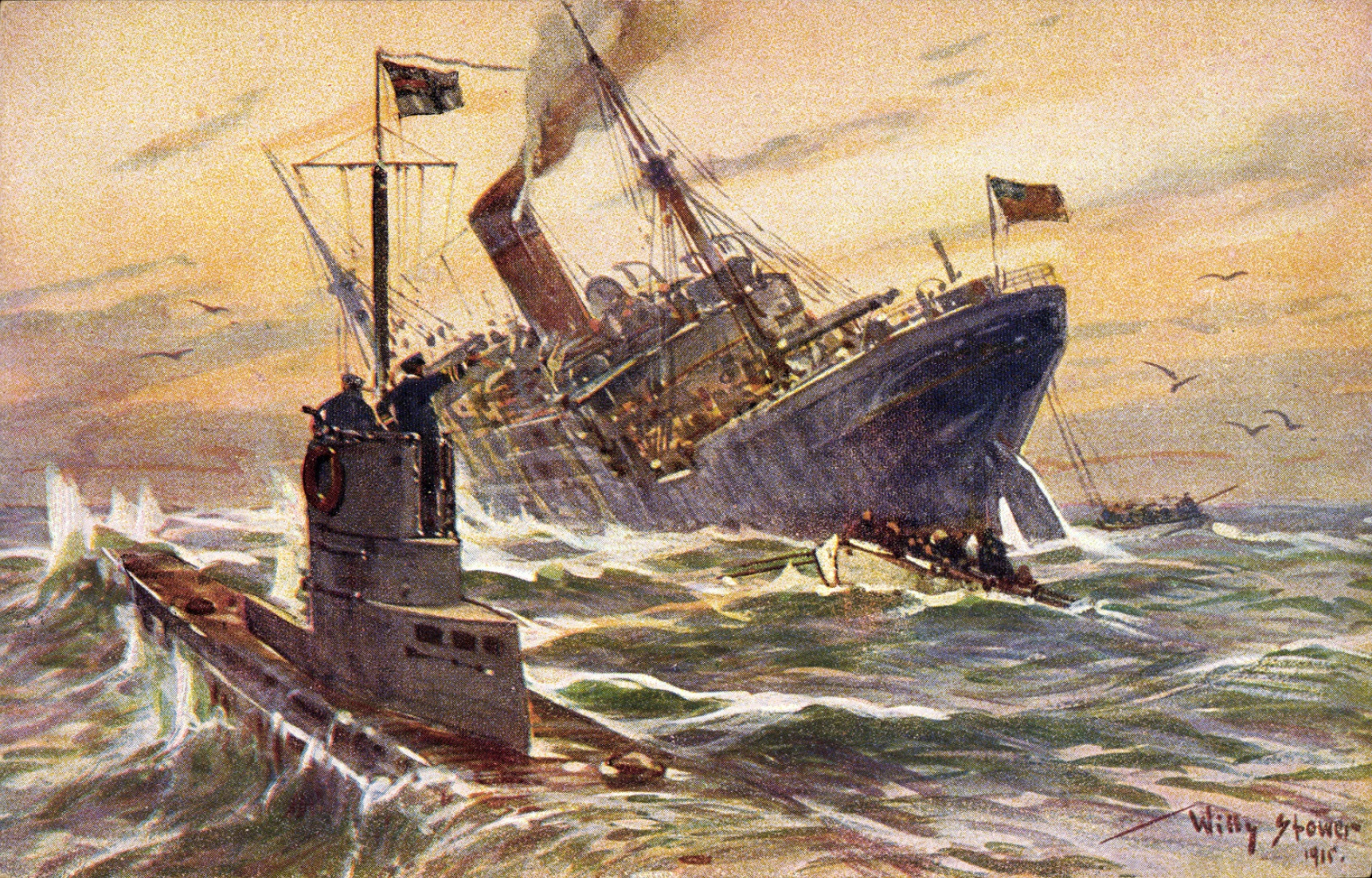
Versenkung eines englischen Handelskreuzers durch ein deutsches U-Boot (Gemälde von Willy Stöwer, 1915)

In den beiden Weltkriegen fanden auch Handelskriege statt. So begann im Februar 1915 der Handelskrieg mit U-Booten in der Nordsee als Gegenmaßnahme gegen die zur wirtschaftlichen Abschnürung Deutschlands geführte britische Blockade. Im April 1915 begann der U-Boot-Handelskrieg in der Ostsee. Diese Handelskriege dauerten bis Januar 1917. Zwischen Januar und März 1941 gab es einen Handelskrieg im Nordatlantik, dieser letzte große Handelskrieg zur See fand während der Atlantikschlacht des Zweiten Weltkrieges statt, als England mit einer Seeblockade Deutschland vom Nachschub über See abschnitt und Deutschland versuchte, durch die Versenkung von Frachtschiffen in großem Umfang vor allem mit U-Booten und mit Handelsstörkreuzern, England wirtschaftlich niederzuringen. Auch das Mittelmeer blieb vom Handelskrieg nicht verschont. Durch die Berliner Luftbrücke zwischen Juni 1948 und Mai 1949 konnte trotz der Berlin-Blockade durch die Sowjetunion die Versorgung West-Berlins aufrechterhalten werden.
Die Beziehungen zwischen Kuba und den Vereinigten Staaten waren seit Juli 1960 mit gegenseitigen Boykotten belastet. Nachdem Kuba US-amerikanische Ölgesellschaften enteignete, reagierten im Juli 1960 die USA mit einer Import-Blockade für kubanischen Zucker. Im August 1960 kam es daraufhin zur Verstaatlichung des gesamten Unternehmenseigentums der USA auf Kuba. Darauf reagierten die USA im Oktober 1960 mit einem Export-Embargo. Kuba gelang es daraufhin, durch die Aufnahme von Handelsbeziehungen zur Sowjetunion das Ausmaß der durch das Handelsembargo beabsichtigten Schädigung seiner Wirtschaft abzumildern. Am 7. Februar 1962 verhängte die Regierung der USA ein totales Handelsembargo gegen Kuba, welches zu starken Versorgungsengpässen auf Kuba führte.
Der Welthandel ist seit der Gründung des GATT im Oktober 1947 durch den Abbau von Handelshemmnissen geprägt, so dass Handelsbeschränkungen tendenziell abnahmen. US-Präsident Bill Clinton machte im März 1994 im seit 1985 bestehenden Handelsstreit mit Japan von Section 301 des US-Trade Act gegen unfaire Handelspartner Gebrauch. Aus dem GATT entstand im April 1994 die Welthandelsorganisation, die sich mit der Regelung von internationalen Handels- und Wirtschaftsbeziehungen beschäftigt. Multilateralismus und wirtschaftliche Integrationen wie die Montanunion (April 1951), die Nafta (Januar 1994), der Handelsvertrag der Völker (April 2006) oder das ASEAN-China-Freihandelsabkommen (Januar 2010) förderten den Freihandel, konnten jedoch später einzelne Handelsstreitigkeiten nicht verhindern.

### Handelskonflikt zwischen den Vereinigten Staaten und der Volksrepublik China
US-Präsident Donald Trump führte im Rahmen seiner Politik des Protektionismus und Interventionismus („America First“) mit Verweis auf die negative US-Handelsbilanz im Januar 2018 Strafzölle ein und erhob sie auf Waschmaschinen und Solaranlagen aus China, im März 2018 kamen weltweite Schutzzölle auf Stahl und Aluminium hinzu. Im April 2018 reagierte China mit Gegenmaßnahmen, die Europäische Union reagierte im Juli 2018 mit Gegenmaßnahmen (Einfuhrzölle auf Bourbon Whiskey, Jeans und Motorräder: Harley-Davidson). Mit dem 23. August 2018 traten weitere Maßnahmen der USA gegen die Volksrepublik China in Kraft. Die zugehörige Liste umfasst 279 Produkte, darunter Metalle, Chemikalien und Elektronik, die mit Strafzöllen in Höhe von 25 % belastet wurden. Der Wert der betroffenen Güter beträgt ungefähr 16 Milliarden US-Dollar. Trump ließ eine Erhöhung der Abgaben auf weitere chinesische Produkte im Gesamtwert von rund 200 Mrd. US-Dollar prüfen und umsetzen; mit der erfolgten Umsetzung waren dann mehr als die Hälfte aller US-Importe aus China mit Abgaben ab Ende 2018 belegt. Im Gegenzug reagierte China neben US-amerikanischen Automobilen auch auf landwirtschaftliche Erzeugnisse mit Sonderabgaben. Hierdurch sollte gezielt Trumps ländlich geprägte Wählerklientel angegriffen werden.
Im August 2019 kündigte die US-Regierung unter Donald Trump weitere 10 Prozent Zölle auf chinesische Güter im Wert von 300 Milliarden Dollar an, die im September 2019 in Kraft treten.

## Ursachen und Instrumente des Handelsstreits
Einzige wirtschaftlich erklärbare Ursache eines Handelskonflikts ist die Handelsbilanz eines Staates. Eine Störung des anzustrebenden außenwirtschaftlichen Gleichgewichts liegt sowohl bei langfristigen Handelsbilanzdefiziten („passive Handelsbilanz“) als auch bei langfristigen Handelsbilanzüberschüssen („aktive Handelsbilanz“) vor. Ist die Handelsbilanz eines Landes passiv, so kann die Zahlungsbilanz durch Kapitalimport (Schuldenaufnahme) oder Auslandsinvestitionen ausgeglichen werden. Ist wegen einer bereits hohen Staatsverschuldung oder aus allgemeinen Gründen eine Schuldenaufnahme nicht erwünscht und führen Abwertungen der Währung nicht zur erwarteten Drosselung der Importe, bleibt lediglich zunächst das schwächste Mittel des Handelsstreits, der Importzoll.
Zu den wirksamsten Maßnahmen gehören vor allem Außenhandelsinstrumente (wie Einfuhrkontingente, Ausfuhrgenehmigungen), Wirtschaftssanktionen (wie Embargo, Zölle, Blockaden wie Seeblockaden) oder Handelsboykotte. Zum Handelsstreit gehören nicht nur Restriktionen bei Export und/oder Import von Waren und Dienstleistungen, sondern auch die Beeinträchtigung des freien Kapitalverkehrs durch Kapitalverkehrskontrollen.